# Tegulifolium spegazzinianum
Tegulifolium spegazzinianum là một loài rêu tản trong họ Schistochilaceae. Loài này được (C. Massal.) Hässel de Menéndez miêu tả khoa học lần đầu tiên năm 1973.